# Veľké Biele pleso
Veľké Biele pleso (deutsch Großer Weißer See, ungarisch Nagy-Fehér-tó, polnisch Wielki Biały Staw) ist ein Bergsee auf der slowakischen Seite der Hohen Tatra, am Fuße des Bergs Belianska kopa
Er befindet sich im Tal Dolina Bielych plies (deutsch Weißseetal) im Talsystem der Dolina Kežmarskej Bielej vody und seine Höhe beträgt 1615 m n.m. Seine Fläche liegt bei 9670 m², er misst 195 × 70 m und seine maximale Tiefe beträgt nur 0,8 m. Durch den See fließt der Biely potok, einer der Quellbäche der Kežmarská Biela voda, die zum Einzugsgebiet des Poprad gehört.
Der Name ist vom Talnamen übernommen worden, der wiederum auf die Seegruppe Biele plesá (wörtlich Weiße Seen) hinweist. Der älteste bekannte Name ist Album stagnum (1724, lateinisch) von Georg Buchholtz d. J., der einen Ausflug des Kesmarker Lyzeums um „neun Seen“ herum beschrieb. 1760 erschien auf einer Karte der Name Weisse S., wurde aber fälschlich nördlich bei Ždiar lokalisiert. Im 19. Jahrhundert wurde der See auch nördlicher Weißer See (deutsch) oder északi Fehér-tó (ungarisch) genannt.
Der See ist an sich klein und seicht, ist dennoch häufig besucht, zum einen wegen der Aussichten in die Berge der Hohen und Belaer Tatra, andererseits liegt in der unmittelbaren Nähe ein bedeutender Kreuzpunkt touristischer Wanderwege. Hier endet der rot markierte Wanderweg Tatranská magistrála, mit der Fortsetzung Richtung Sattel Kopské sedlo und Ždiar. Ein blau markierter Wanderweg führt nach Tatranské Matliare und Bushaltestelle Biela Voda bei Kežmarské Žľaby, ein grün markierter Wanderweg verbindet den Knoten mit der Schutzhütte Plesnivec und dem Abzweig Šumivý prameň bei Tatranská Kotlina. Unweit des Seeufers stand die 1974 abgebrannte Schutzhütte Kežmarská chata. 